# Гедебейський район
Гедебейський район (азерб. Gədəbəy rayonu) — адміністративна одиниця на заході Азербайджану. Адміністративний центр місто Гедебей.

## Географія
На заході та південному заході упродовж 123 км проходить державний кордон Азербайджанської Республіки з Республікою Вірменія, на півночі — з Таузьким районом, на північному сході та сході — з Шамкирським і Дашкесанським районами Азербайджану.
Гедебейський район розташований у зоні середньої та великої височини Малого Кавказу. Територія охоплює північні частини Шахдагського хребта, частину Башкенд-Дастафурської ввігнутості та Шамкірського гірського масиву.
Найвищі гірські височини: Гошабулаг (3549 м), Годжадаг (2217 м), Гараархадж (3549 м).
Річкова мережа району порівняно бідна. Найбільшими річками є Ахинджа, Зеям та Шамкір. Тут розповсюджені гірсько-лісові, гірсько-лугові й інші ґрунти. Великі площі району займають гірські чагарникові й рідкі лісові луки у середгір'ях, широколистяні ліси, субальпійські та альпійські луки — на вершинах гір.
Поверхню території району утворюють відкладення юрського, палеогенового, антропогенного та інших періодів.
Гедебейський район багатий своїми підземними ресурсами, такими як золото, уран, мідь та багатьма іншими корисними копалинами. Родовище золота у Соютли було відкрито братами Сіменс до приходу червоноармійців 1858 року. У цей час у районі діє завод з виробництва золота, на якому працюють близько 2000 працівників.
Також Гедебейський район знаменитий своїми мінеральними водами, такими як «Нарзан», «Мор-мор», «Чалдаш», «Туршсу», «Соютли нарзани» (село Соютли).

## Історія
Гедебейський район як адміністративна одиниця, було утворено 8 серпня 1930 року під найменуванням Рустам-Алієвський. У 1938 році перейменований на Гедебейський район.

## Пам'ятки
- Дівоча вежа у м. Кедабек
- Монастир Хунісаванк

## Адміністративний устрій
Район поділяється на 44 муніципалітети.
1. Гедебейський міський муніципалітет
2. Гошабулагський сільський муніципалітет
3. Перізаманлинський сільський муніципалітет
4. Саманлигський сільський муніципалітет
5. Наріманкендський сільський муніципалітет
6. Агамалинський сільський муніципалітет
7. Славянкійський сільський муніципалітет
8. Зехметкендський сільський муніципалітет
9. Хар-харський сільський муніципалітет
10. Аригиранський сільський муніципалітет
11. Гарадагський сільський муніципалітет
12. Союдлинський сільський муніципалітет
13. Артапинський сільський муніципалітет
14. Дюзйурдський сільський муніципалітет
15. Дейєгарабулазький сільський муніципалітет
16. Рустам-Алієвський сільський муніципалітет
17. Планкендський сільський муніципалітет
18. Чалбурунський сільський муніципалітет
19. Чалдаський сільський муніципалітет
20. Алінагиларський сільський муніципалітет
21. Гаргарський сільський муніципалітет
22. Дейїрмандазький сільський муніципалітет
23. Шекербейський сільський муніципалітет
24. Кічик Гарамурадський сільський муніципалітет
25. Паракендський сільський муніципалітет
26. Алі Ісмайїллінський сільський муніципалітет
27. Дарйурдський сільський муніципалітет
28. Аригиранський сільський муніципалітет
29. Інекбоганський сільський муніципалітет
30. Бьоюк Гарамурадський сільський муніципалітет
31. Поладлинський сільський муніципалітет
32. Гарамамедлинський сільський муніципалітет
33. Новосаратовський сільський муніципалітет
34. Новоівановський сільський муніципалітет
35. Чобанкендський сільський муніципалітет
36. Шахдазький сільський муніципалітет
37. Ісалинський сільський муніципалітет
38. Арабачинський сільський муніципалітет
39. Морморський сільський муніципалітет
40. Дюз Расуллінський сільський муніципалітет
41. Чай Расуллінський сільський муніципалітет
42. Геяллінський сільський муніципалітет
43. Шиниський сільський муніципалітет
44. Гаджиларський сільський муніципалітет
45. Джингаранський сільський муніципалітет